# Ahmad Musa
Ahmad Musa (Ahmed Moussa, ar. أحمد موسى ;ur. 7 listopada 1951) – algierski judoka. Olimpijczyk z Moskwy 1980, gdzie zajął trzynaste miejsce wadze ekstralekkiej.
Uczestnik mistrzostw świata w 1973, 1979 i 1981. Mistrz igrzysk afrykańskich w 1978 i trzeci w 1973. Brązowy medalista igrzysk śródziemnomorskich w 1979 i 1983 roku.

## Letnie Igrzyska Olimpijskie 1980
| Konkurencja | Eliminacje            | Eliminacje            | Klas. końcowa |
| Konkurencja | Przeciwnik I          | Przeciwnik II         | Miejsce       |
| ----------- | --------------------- | --------------------- | ------------- |
| 60 kg       | Habib Sissoko (MLI) Z | Arambij Jemiż (URS) P | 13.           |